# Estat d'Acre
Acre és un estat del Brasil, localitzat al nord-oest del país, dins la Regió Nord. Al nord fa frontera amb l'Amazones, a l'est amb Rondônia, al sud amb Bolívia i a l'oest amb Perú. Ocupa una àrea de 153.150 km². La capital és Rio Branco.

## Història
Després dels tractats de Madrid (1750), Sant Ildefons - Tractat de Permuta (1777) i Badajoz (1801) tot el territori de l'Acre, amb una superfície aproximada de 355.242 km² va quedar confinat dins de la sobirania espanyola, fixant-se els seus límits amb les possessions portugueses (i després brasileres) al paral·lel que corre des de les naixents del riu Yavarí cap a l'est fins a trobar el tàlveg del riu Madeira, és a dir el paral·lel que servia com a límit septentrional de l'Acre era el 7° o el 7 ° 7 'S., tal límit es va mantenir per a tot el Brasil almenys fins al 1839; El 1778 la monarquia espanyola va crear el Virregnat del Riu de la Plata i van quedar poc definits els límits d'aquest respecte als del Virregnat del Perú de forma que al produir-se la independència del Perú i després la de Bolívia tots dos estats es van disputar el territori; Al concloure l'existència de la Confederació del Perú i Bolívia el 1839 la major part del territori va ser ratificat dins de la sobirania boliviana, però Brasil aprofitant la debilitat política tant del Perú com de Bolívia es va annexionar la província (després estat brasiler) d'Amazones i gran part de l'Acre; Tal primera annexió va quedar consumada i admesa internacionalment i així després acceptada per Bolívia, essent president Mariano Melgarejo, en subscriure l'anomenat Tractat d'Amistat més conegut com a Tractat d'Ayacucho el 23 de novembre de 1867. Des del 1867 i fins al 1903 Bolívia va mantenir com a subdivisions polítiques poc definides de l'Acre als territoris anomenats Espino (al nord), Cocama (al centre), i Manetenery o Manetery al sud i a l'est.
Fins a l'inici del segle xx Acre pertanyia a Bolívia. Però des de l'inici del segle xix, gran part de la seva població era de brasilers que vivien de l'extracció del cautxú i que, de facto, van crear un territori independent.
En 1899, els bolivians van intentar d'assegurar el control de l'àrea, però hi va haver una revolta dels brasilers de la regió. El 17 de novembre de 1903 va ser signat el Tractat de Petrópolis, pel qual el Brasil va rebre la possessió definitiva de la regió a canvi de terres del Mato Grosso, del pagament de 2 milions de lliures esterlines i del compromís de construir el ferrocarril Madeira-Mamoré. Així, Acre va ser integrat al territori brasiler.
Durant la Segona Guerra Mundial, els japonesos ocuparen les plantacions d'arbres del cautxú a l'Àsia, i l'activitat d'extracció va tenir un curt període de reactivació.
El 15 de juny de 1962, va ser transformat en Estat de la federació.

## Geografia
Un altiplà amb altitud mitjana de 200 metres domina gran part de l'estat. Els rius principals de l'Acre són Juruá, Purus, Acre, Tarauacá, Muru, Embirá i Xapuri. El punt més alt de l'estat està a 609 metres d'altitud, en la Serra del Divisor.
La major part de l'Estat encara és formada per bosc equatorial, protegida principalment per l'establiment de boscs de protecció integral, reserves indígenes i reserves d'extracció.
El model de desenvolupament econòmic es basa en l'extracció vegetal, amb destaqui per a extracció de fusta per mitjà d'extracció sostenible, el que, teòricament, garanteix l'ús econòmic permanent del bosc.

## Economia
L'economia de l'estat es basa en l'extracció de cautxú i castanya del Brasil, en la ramaderia i l'agricultura (la soia, així com en altres estats del nord del Brasil, és destacada). Amb el relació a l'extracció vegetal, el gran impuls en la vida econòmica i en la colonització d'aquest estat va ser donat amb l'exploració del cautxú a fins del segle xix i inici del segle xx. Hi ha poques indústries en l'estat, que està molt lluny dels principals mercats consumidors.